# Chalcopasta fulgens
Chalcopasta fulgens là một loài bướm đêm trong họ Noctuidae.